# Stanislav Přibyl
Stanislav Přibyl CSsR (ur. 16 listopada 1971 w Pradze) – czeski duchowny katolicki, biskup diecezjalny litomierzycki od 2024.

## Życiorys
Święcenia kapłańskie otrzymał 22 czerwca 1996 w Zgromadzeniu Najświętszego Odkupiciela. Po święceniach pracował duszpastersko w sanktuarium na Świętej Górze, a w 1999 został proboszczem miejscowej parafii. W latach 2009–2016 kierował prowincją zakonną, jednocześnie pracując w diecezji litomierzyckiej jako jej wikariusz generalny. W 2016 wybrany sekretarzem generalnym Konferencji Episkopatu Czech.
23 grudnia 2023 papież Franciszek mianował go biskupem  diecezji litomierzyckiej. Święcenia biskupie otrzymał 2 marca 2024 w katedrze św. Szczepana w Litomierzycach. Udzielił mu ich Jan Graubner, arcybiskup metropolita praski, któremu asystowali Gregor Hanke, biskup Eichstätt i biskup senior diecezji litomierzyckiej Jan Baxant.